# أليكس كينغ
أليكس كينغ (بالألمانية: Alex King)‏ مواليد 20 فبراير 1985، هو لاعب كرة سلة ألماني بدأ مسيرته الاحترافية في سنة 2002 يلعب مع فريق ألبا برلين في الدوري الألماني لكرة السلة ويحمل الرقم 7. يبلغ طوله 6 قدم 7 بوصة (2.0 م).

## فرق لعب لها
- سكايلاينرز فرانكفورت
- تليكوم باسكتس بون
- ألبا برلين

## روابط خارجية
- أليكس كينغ على موقع الاتحاد الدولي لكرة السلة (الإنجليزية)
- أليكس كينغ على موقع الدوري الأوروبي لكرة السلة (الإنجليزية)
- أليكس كينغ على موقع كرة السلة الأوروبية.كوم (الإنجليزية)
- أليكس كينغ على موقع ريلجم (الإنجليزية)
- أليكس كينغ على موقع بروبوليرز (الإنجليزية)
- أليكس كينغ على موقع سبورتس رفرنس (الإنجليزية)